# Euryrhynchoides holthuisi
Euryrhynchoides holthuisi is een garnalensoort uit de familie van de Euryrhynchidae. De wetenschappelijke naam van de soort is voor het eerst geldig gepubliceerd in 1976 door Powell.